# 1962 en santé et médecine
| Années de la santé et de la médecine : 1959 - 1960 - 1961 - 1962 - 1963 - 1964 - 1965    |
| Décennies de la santé et de la médecine : 1930 - 1940 - 1950 - 1960 - 1970 - 1980 - 1990 |

Cet article présente les faits marquants de l'année 1962 en santé et médecine.

## Événement
- 1er décembre : l'ancien hôpital général de Dijon, dont les origines remontent à la fondation, en 1204, de l'hôpital du Saint-Esprit, devient « hôpital du Bocage 62[1],[2] ».

## Décès
- 11 septembre : Robert Soblen (né en 1900), psychiatre américain d'origine lituanienne, et espion soviétique[3].